# Мост через реку Квай
«Мост через реку Квай» (англ. The Bridge on the River Kwai) — британско-американский художественный фильм режиссёра Дэвида Лина, снятый в 1957 году на Цейлоне по одноимённому роману Пьера Буля. Главные роли исполняют Уильям Холден, Алек Гиннесс и Джек Хокинс.
Современные киноведы считают эту работу одной из величайших кинокартин в истории и кульминационной точкой в карьере Лина (наравне с другим его эпическим блокбастером — «Лоуренсом Аравийским»). Фильм получил 7 премий «Оскар», в том числе как лучший фильм года, и ряд других кинематографических наград.

## Сюжет
Во время Второй мировой войны группа английских военнопленных попадает в японский лагерь в бирманских джунглях. Там они встречают двух пленных американцев, выживших из прошлой партии пленных. Англичанами командует подполковник (Lt. Colonel) Николсон (Алек Гиннесс). Он считает, что поскольку он и его люди сдались в Сингапуре в плен по приказу высшего командования, то они и в плену продолжают находиться на военной службе. Среди своих людей он поддерживает строгую армейскую дисциплину, даже в лагерь они приходят строевым шагом, несмотря на ранения, болезни и прочие тяготы японского плена. Николсон не допускает даже мысли о побеге, считая это дезертирством. Он не обращает внимания на слова одного из американцев — коммандера Ширза (Уильям Холден) — о том, что это уже не служба, а ад, и у них только два пути: либо умереть в лагере, как умирают рано или поздно все пленные, либо погибнуть в джунглях при побеге.
Однако командиру японского лагеря полковнику Сайто (Сэссю Хаякава) нет дела до того, кем считают себя англичане, солдатами или пленными. У него приказ построить мост через реку Квай к строго определённому сроку. Он заявляет, что все пленные равны, и поэтому на строительстве моста будут работать все, невзирая на звания. Но Николсон намерен добиваться от японцев буквального исполнения 27-й статьи Женевской конвенции, запрещающей привлекать офицеров-военнопленных к работам. Сайто заявляет, что ему плевать на все конвенции, что в этом лагере он и только он решает, кто и что должен делать. После категорического отказа Николсона отдать приказ своим офицерам работать наравне с прочими пленными Сайто угрожает им расстрелом.
В последний момент вмешивается майор медицинской службы Клиптон, который заявляет Сайто, что тот не может убить ни офицеров, ни многочисленных раненых из медицинского барака, наблюдающих за развитием конфликта. Их всех не смогут застрелить даже за попытку побега, хотя бы потому, что многие просто не в состоянии ходить. Тогда Сайто разворачивается и уходит в свою палатку. Пленные приступают к работе, однако офицеры продолжают стоять под палящим солнцем по стойке «смирно». Один из них, потеряв сознание, падает на землю, но остальные продолжают стоять до самого вечера. Тогда они узнают новый приказ о том, что офицеры будут помещены в карцер, а Николсона запрут в так называемой «духовке» — стоящей на самом солнцепёке конурке, в которой невозможно даже встать в полный рост.
Коммандер Ширз уверен, что шансов выжить в лагере у его подневольных обитателей ничуть не больше, чем в джунглях, поэтому он и ещё двое пленных решаются на побег. Однако его товарищей застрелили японцы, а сам Ширз ныряет в реку, и японцы считают его погибшим. С неимоверными усилиями он добирается до деревушки, где местные жители дают ему лодку, и беглец сплавляется по реке к океану.
Строительство моста продвигается крайне медленно, что никак не устраивает полковника Сайто, который должен будет покончить с собой, если не выполнит приказ командования — построить мост к определённому сроку. Он предпринимает новые усилия, чтобы заставить английских офицеров работать, предлагает Николсону различного рода сделки, но тот непоколебим. Сайто в бешенстве: он считает, что англичане, потерпевшие поражение, не должны себя так вести, говорит, что у них нет гордости, раз они сдались в плен, и все их требования теперь — лишь упрямство, а не исполнение воинского долга. Он лишает поста своего офицера, командовавшего стройкой, и сам принимает руководство. Однако строительство идёт прежними темпами. Тогда он соглашается, что командовать английскими пленными будут английские офицеры. Под предлогом годовщины окончания русско-японской войны, в которой японцы победили, он объявляет амнистию и выпускает офицеров из карцера.
На следующий день Николсон вместе со своими офицерами осматривает стройку и остаётся крайне недоволен. К удивлению своих офицеров, он намерен прекратить всякий саботаж строительства и действительно построить хороший мост, причём в указанные японцами сроки. Он заявляет, что японцы превратили его батальон в толпу: «никакого порядка и дисциплины». Ради восстановления прежнего строгого порядка он и намерен воспользоваться строительством моста, считая, что его солдаты хороши лишь тогда, когда они занимаются делом. Также он обещает, что его люди покажут, на что способен английский солдат, так что японцам будет стыдно за свою работу, а англичане смогут гордиться своим трудом.
Советники Николсона выбирают новое место для моста. Полковник даже увеличивает ежедневную норму выработки на человека, но также просит Сайто, чтобы тот отдал часть своих людей на стройку, причём они должны выполнять тот же объём работ, что и пленные. «Это поможет создать атмосферу здорового соперничества». Сайто согласен на все условия, лишь бы мост был построен вовремя. И строительство начинает продвигаться с неимоверной скоростью. Солдаты хотя и сомневаются в объяснениях своего полковника насчёт того, зачем ему понадобился действительно хороший мост, но в целом верят ему и беспрекословно выполняют все его распоряжения.

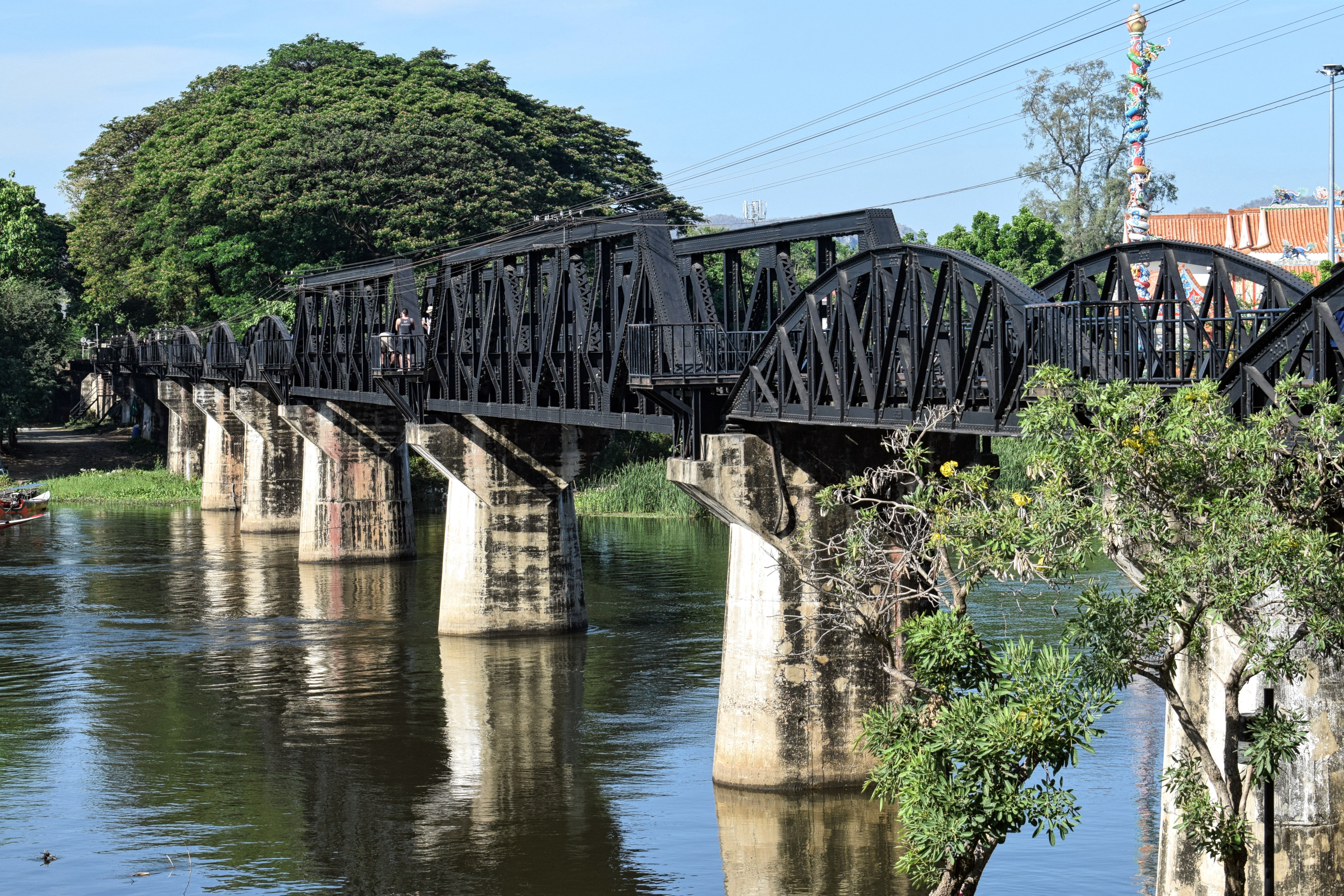
Ныне существующий железнодорожный мост через реку Квай

Тем временем коммандер Ширз оказывается в офицерском госпитале на Цейлоне, где отдыхает на пляже, флиртует с медсёстрами и собирается комиссоваться по состоянию здоровья. К нему подходит майор Уорден (Джек Хокинс) из загадочного отряда 316, который впоследствии оказывается отрядом британских коммандос, и весьма навязчиво предлагает Ширзу принять участие в операции по подрыву строящегося моста. Ширзу совсем не хочется возвращаться туда, откуда он с таким трудом выбрался, поэтому он сознаётся, что хотя и служил на флоте США, он вовсе не офицер. И звание, и имя он себе присвоил, рассчитывая, что в плену с офицерами будут лучше обращаться, и предлагает доложить об этом командованию, чтобы его наказали за это преступление, но только не отправляли обратно в джунгли. Однако оказывается, что настоящая личность Ширза давно установлена и что присоединиться к коммандос — его единственный шанс искупить своё преступление. Он и ещё трое бойцов десантируются на парашютах в районе той деревни, где он побывал, убегая от японцев. Один из солдат приземляется на лес и погибает. Перед оставшимися тремя диверсантами ставится задача: взорвать мост вместе с проходящим по нему поездом в ходе церемонии торжественного открытия.
Тем временем Николсон становится настолько одержимым идеей построить хороший мост вовремя, что делает то, на что не решился даже прославившийся своей жестокостью Сайто. Он не только просит своих офицеров трудиться вместе со всеми, но и приходит в барак к раненым и больным с просьбой помочь на стройке. Любя и уважая своего командира, никто не в силах отказать ему. Таким образом всё, чего добивался сам Николсон в первый месяц своего пребывания в лагере, он сам и отвергает. Мост достраивают вовремя. Николсон и Клиптон прибивают табличку, гласящую, что мост построен британскими солдатами.
Отряд коммандос натыкается на японский патруль. В стычке в ногу ранен командир отряда майор Уорден. Он с трудом идёт, а когда падает в изнеможении, приказывает Ширзу оставить его, чтобы выполнить приказ. Но тот отказывается: «Вы и Николсон одержимы вашим мужеством. И для чего? Чтобы умереть с честью, как положено, когда главное — жить как нормальный человек». На носилках Уордена всё-таки доставляют к месту операции, однако он не может быстро передвигаться, поэтому остаётся прикрывать Ширза и лейтенанта Джойса, который и должен запустить взрыватель. Минирование проходит успешно, но за ночь уровень воды в реке спадает, и местами становится виден шнур взрывателя.
Пленные отправляются в следующий лагерь, а полковник Николсон и майор Клиптон остаются посмотреть на проход первого поезда. Николсон замечает шнур взрывателя и чувствует неладное, но он настолько одержим идеей честно выполнить свой долг, что забывает про всё. Он указывает на шнур Сайто, и они вдвоём идут проверять, куда шнур ведёт. Тем временем уже слышен шум приближающегося поезда. Джойс видит идущих к нему Николсона и Сайто, но до последнего надеется, что поезд подойдёт раньше, чем его обнаружат. Однако этого не происходит. Ножом, чтобы не создавать лишнего шума, он убивает Сайто и сообщает Николсону, что командование требует взорвать мост. Николсон пытается остановить Джойса и кричит японцам о помощи. Джойс падает от меткого выстрела. Ширз пытается перебраться через реку, чтобы убить Николсона и взорвать-таки поезд, но оказывается ранен и не может передвигаться. Николсон узнаёт человека, который считался погибшим, и начинает осознавать, что именно он натворил. Уорден, видя, что ни Ширз, ни Джойс не в состоянии передвигаться и могут попасть к японцам живыми, обстреливает их из миномёта с целью добить: коммандос не должны попасть в плен. Смертельно раненный осколком Николсон падает на рычаг взрывателя, мост рушится прямо перед поездом, который уже не может остановиться.
Раненый и потерявший много крови Уорден, не способный самостоятельно передвигаться, остаётся только в окружении местных девушек-носильщиц, их проводник также гибнет в перестрелке. На берег выбегает уцелевший Клиптон, который так и не понял своего полковника, которому верил до конца, и кричит, повторяя: «Безумие, безумие!»

## В ролях
| Актёр          | Роль                  |
| -------------- | --------------------- |
| Уильям Холден  | коммандер Ширз        |
| Алек Гиннесс   | подполковник Николсон |
| Джек Хокинс    | майор Уорден          |
| Сэссю Хаякава  | полковник Сайто       |
| Джеймс Дональд | майор Клиптон         |
| Джеффри Хорн   | лейтенант Джойс       |
| Андре Морелл   | полковник Грин        |
| Питер Уильямс  | капитан Ривз          |
| Джон Боксер    | майор Хьюз            |
| Перси Герберт  | рядовой Гроган        |
| Харольд Гудвин | рядовой Бейкер        |

Сценарий фильма написан опальным дуэтом — Карлом Форманом и Майклом Уилсоном, которые даже не упоминались в титрах. Пьер Буль, которому присудили «Оскара», не присутствовал на церемонии награждения, приз за него получила Ким Новак. За этот же фильм Буль был удостоен премии BAFTA.

## Награды и номинации
- 1957 — 4 премии Национального совета кинокритиков США: лучший фильм, лучший режиссёр (Дэвид Лин), лучший актёр (Алек Гиннесс), лучший актёр второго плана (Сэссю Хаякава).
- 1958 — 7 премий «Оскар»: лучший фильм (Сэм Шпигель), лучший режиссёр (Дэвид Лин), лучший адаптированный сценарий (Пьер Буль, Майкл Уилсон, Карл Форман), лучшая мужская роль (Алек Гиннесс), лучшая операторская работа (Джек Хилдьярд), лучший монтаж (Питер Тэйлор), лучшая музыка (Малкольм Арнольд). Кроме того, Сэссю Хаякава был номинирован в категории «лучшая мужская роль второго плана».
- 1958 — 4 премии BAFTA: лучший фильм, лучший британский фильм, лучший британский сценарий (Пьер Буль), лучший британский актёр (Алек Гиннесс).
- 1958 — 3 премии «Золотой глобус»: лучший фильм — драма, лучший режиссёр (Дэвид Лин), лучший драматический актёр (Алек Гиннесс). Кроме того, Сэссю Хаякава был номинирован в категории «лучшая мужская роль второго плана».
- 1958 — премия «Давид ди Донателло» за лучшую зарубежную постановку (Сэм Шпигель).
- 1958 — премия Гильдии режиссёров США за лучшую режиссуру — Художественный фильм (Дэвид Лин).
- 1958 — New York Film Critics Circle: лучший фильм, лучший режиссёр (Дэвид Лин), лучший актёр (Алек Гиннесс).
- 1959 — номинация на премию Грэмми за лучший саундтрек (Малкольм Арнольд).
- 1997 — фильм отобран в Национальный реестр фильмов.

«Мост через реку Квай» в рейтингах Американского института киноискусства:
- 1998 — 13-е место в списке 100 лучших американских фильмов.
- 2001 — 58-е место в списке 100 самых остросюжетных американских фильмов.
- 2006 — 14-е место в списке 100 самых вдохновляющих американских фильмов.
- 2007 — 36-е место в обновлённом списке 100 лучших американских фильмов.